# Salfords Stream
Der Salfords Stream ist ein Wasserlauf in Surrey, England. Er entsteht westlich von South Godstone und fließt in westlicher Richtung. Zunächst unterquert er den M23 motorway, dann im Nordosten von Salfords die Brighton Main Line. Er fließt im Norden von Salfords und mündet westlich des Ortes in den River Mole.